# Roland Marwitz
Roland Hermann Julius Marwitz (* 10. Februar 1896 in Stettin; † 7. Oktober 1961 in München) war ein deutscher Schriftsteller, Schauspieler und Dramaturg.

## Leben
Marwitz besuchte zunächst Privatschulen und dann ein Realgymnasium und absolvierte nach dessen Abschluss von 1915 bis 1916 eine künstlerische Ausbildung an der Marie-Seebach-Schule des Königlichen Schauspielhauses Berlin. Nach seinem anschließenden ersten Engagement am Stadttheater Nürnberg  wurde er 1917 zum Kriegsdienst im Ersten Weltkrieg eingezogen.
Nach dem Ende des Krieges war Marwitz von 1919 bis 1921 als Schauspieler an verschiedenen Theatern in Berlin beschäftigt, ehe er bis 1930 als Dramaturg und Regisseur am Stadttheater Bonn tätig war. Dort wurde 1929 sein paneuropäisches Schauspiel Ewig Europa uraufgeführt. Während seiner Tätigkeit als Dramaturg und Regisseur am Stadttheater Magdeburg von 1933 bis 1934 war er auch Mitarbeiter für die in Berlin erscheinende Vossische Zeitung. Einen Tag vor der Reichstagswahl März 1933 hatte in Stuttgart sein Drama Dänische Ballade Premiere, wurde aber bereits drei Tage darauf abgesetzt und später vom Reichsdramaturgen Rainer Schlösser als „unerwünscht“ bezeichnet. Nachdem er seine Anstellung in Magdeburg verloren hatte, war er seit 1934 als freier Schriftsteller tätig.
Marwitz, der auch unter dem Pseudonym Hans Malow tätig war, schrieb in den 1940er Jahren das Stück Tanz im Termidor, das auf die deutsche Besatzung von Paris im Zweiten Weltkrieg anspielte und nicht in Deutschland uraufgeführt werden durfte, sondern seine Premiere in Prag hatte. Nach dem Ende des Zweiten Weltkrieges war er zwischen 1946 und 1947 Chefdramaturg der Passauer Kammerspiele. Außerdem veröffentlichte er 1946 den Gedichtband Nachklang und 1947 die achtbildrige satirische Komödie Napoleon muss nach Nürnberg, die ihre Uraufführung an der „Jungen Bühne“  des Deutschen Schauspielhauses Hamburg mit Hans Zesch-Ballot in der Titelrolle erlebte.
1948 schrieb er den Roman Mein Leben gehört dir. Mit Romanze um Maya (1950) und seinem bekanntesten Werk Der Maulwurf und die Schwalbe (1961) erschienen anschließend zwei weitere Romane. Hauptberuflich war er jedoch seit 1954 Mitarbeiter des Bayerischen Rundfunks. Zuletzt wurde 1963 posthum Die Wandlung veröffentlicht.

## Weitere Werke
- 1932: Dänische Ballade, Drama
- 1934: Florian bekommt die Burg, Komödie
- 1939: Alle Frauen sind dein, Roman
- 1942: Blumen vom Abend zuvor, Roman